# 摩根士丹利证券
摩根士丹利证券（中国）有限公司，是由摩根士丹利与华鑫证券于2011年5月4日成立的合资证券公司，公司总部位于上海，在北京设有分公司，在深圳亦设有办公室。公司成立时应当时中国监管要求，摩根士丹利持有33.33%的股权，华鑫证券持有66.67%。2020年4月1日起，证监会正式取消证券公司外资股比限制，华鑫证券开始陆续向摩根士丹利转让所持股份。2021年7月13日，摩根士丹利华鑫证券有限责任公司正式更名为摩根士丹利证券（中国）有限公司，英文名称不变。